# فینال جام حذفی فوتبال انگلستان ۱۹۳۳

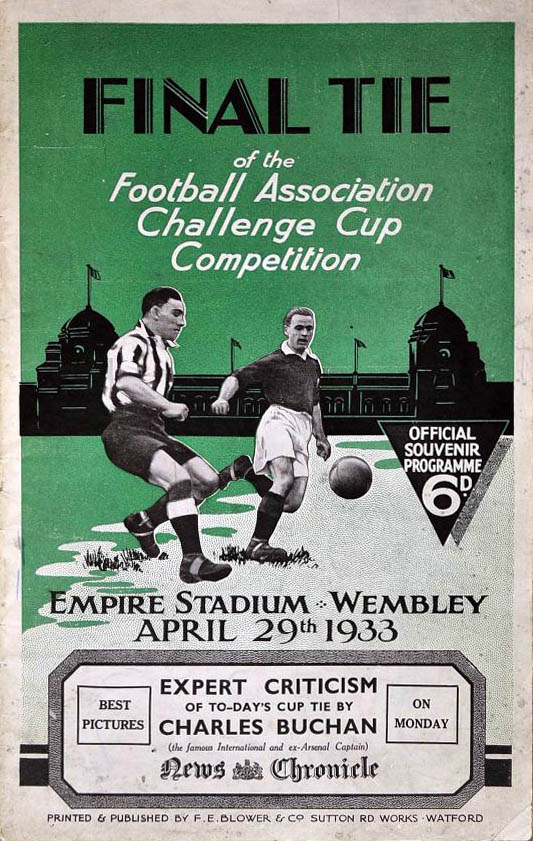
پوستر بازی فینال جام حذفی فوتبال انگلستان ۱۹۳۳

فینال جام حذفی فوتبال انگلستان ۱۹۳۳، رقابت پایانی جام حذفی فوتبال انگلستان در سال ۱۹۳۳ میلادی است که مابین دو تیم باشگاه فوتبال اورتون و باشگاه فوتبال منچستر سیتی در ورزشگاه ومبلی لندن برگزار شده‌است.
این مسابقه که در تاریخ ۱۹ آوریل ۱۹۳۳ انجام شده‌است با نتیجه ۳ بر ۰ به سود تیم باشگاه فوتبال اورتون به پایان رسید.